# Baboucarr Saho
Baboucarr O. K. Saho (auch Baboucar Saho und Babou Ginneh/Babou Jinneh, Seringe Mbye (bürgerliche Name); * 4. Februar 1956; † 10. Oktober 2015) war ein gambischer Fußballspieler.

## Leben
Saho war der Sohn von O. K. Saho, einer der Gründerväter des Gambia Football Federation (GFA) 1952 und dessen erster Generalsekretär der ersten Mannschaft.
Die Fußballkarriere von Saho als Torwart ist nur unvollständig belegt. Er begann seine Fußballkarriere im Alter von elf Jahren bei Cunningham United, das später zu den Leopards wurde. Saho war zu dieser Zeit Flügelspieler. Sein Sprungbrett war Nawetaan. Unter Trainer Kebba Jobe brachte er ihn aufgrund des Ablebens von Alhagie Cham in die Position des Torwarts. Sein erstes Spiel als Torwart war gegen Kasseri, das er mit 3:0 verlor. Gegen Kap Verde wurde er zum ersten Mal für Gambia ausgewählt. Er spielte mit drei Generationen der gambischen Nawetaan-Mannschaft. Die erste war eine lange Seite mit Ndow Njie, Solomon Nyassi (Dalasi), Saihou Sarr und Lamin Owens. Zweite Generation: Louse Modou Musa, A. C. Conteh, Garba Touré, Commi Owens, Malamin Badjie, Sheriff Jobe, EK, und die dritte Generation bestand aus Amadou Adams, Azziz Corr, Babou Touré, Sheikh Ndure. Seine eigentliche Karriere begann 1978 in Zone II Bissau, beim Fraternity Trophy Liberia 1979 und in Zone II Gambia 1980. Er ist der einzige Torwart, der drei Endspiele für Gambia bestritt, wobei alle Spiele verloren wurden: 1979 verlor di Mannschaft 0:1 gegen Liberia, 1980 und 1985 verlor sie beide gegen Senegal. Sahos Karriere in der ersten Liga begann bei Kwame FC Serekunda (später in Kunda FC umbenannt) und später bei der Gambia Ports Authority FC. Später gewann er viele Ligenmeisterschaften und andere Trophäen.
Sein Länderspieldebüt gab er 1979 gegen Mauretanien im Amílcar-Cabral-Cup 1979. In mindestens sechs Spielen stand Saho im Kader der gambischen Mannschaft.
Er beendete seine aktive Karriere 1988/89 und verstarb im Alter von 59 Jahren 2015 an einer Herz-Kreislauf-Erkrankung.

## Auszeichnungen und Erfolge
Er gewann viele Auszeichnungen, darunter die des Gambia National Olympic Committee (GNOC) und der Sports Journalists’ Association of The Gambia (SJAG, Sportjournalistenvereinigung Gambias).